# II. Luciusz pápa
II. Luciusz (Bologna, ?  – Róma, 1145. február 15.) uralkodói néven foglalhatta el Szent Péter trónját a történelem 166. pápája. Lucius pontifikátusa nem tartott egy éven át, azonban uralkodói döntései igen nagy jelentőséggel bírtak a pápaság történetében. A krónikák tanúsága szerint uralkodásának drámaiságára már régen nem volt példa az egyházfők sorában.
Bolognában született Gerardo Caccianemici dal Orso néven. 1123-ban bolognai kanonokjaként tűnik fel a történelem lapjain, Római Kúriához került. 1123-ban II. Kallixtusz vagy 1124-ben II. Honorius pápa a Santa Croce in Gerusalemme-templom bíborosává szentelte fel. 1125-ben pápai legátusként Németországba utazott, ahol részt vett III. Lothár német királlyá választásában. 1126 júliusában közreműködött hogy Szent Norbert magdeburgi érsekké kinevezésében, majd ugyanebben az évben elsimította a würzburgi püspökválasztás körül kirobbant vitát. Jó kapcsolatokat alakított ki a császári udvarral, amire később is támaszkodtak az egyházfők. II. Ince pápa pontifikátusa alatt a pápa követeként háromszor is járt a Német-római Birodalomban, 1130-ban, 1133-ban és 1136-ban. Ez idő alatt Lothár kétszer is hadjáratot indított a pápa védelmében II. Anaklét ellenpápa ellen. Ince pontifikátusának végén kinevezte Gerardo bíborost a Laterán kancellárjának és könyvtárosának.
II. Celesztin pápa rövid uralkodása  után 1144. március 12-én a konklávé döntése alapján Gerardo lett a pápa, és felvette a II. Lucius uralkodói nevet. 
1144 júniusának elején Ceprano városa mellett találkozott II. Roger szicíliai királlyal, hogy tisztázzák a Laterán és a királyság viszonyát. Lucius a korábbi egyházi szerződések alapján, amelyek értelmében Apulia és Capua egyházi hűbérbirtokok voltak, úgy vélte, hogy Rogernek is hűbéresküt kell tennie a pápának. Erről a szicíliai uralkodó hallani sem akart, ezért seregét a pápa ellen küldte, aki így kénytelen volt elfogadni a király által diktált feltételeket. Roger tehát független királyságot alapíthatott, amelyet a pápa is elismert.
A kudarc mellett Lucius több nemzetközi sikert is elért, hiszen Portugália uralkodója, I. Alfonz hűbéresküt tett neki. Ezzel Alfonz is jól járt, mert Kasztília rákényszerült, hogy független királyságnak ismerje el Portugáliát.
1144 májusában egy lateráni zsinaton sikerült megszüntetnie a Toulouse és Dol között fennálló egyházszakadást. Pontifikátusára jellemző volt, hogy támogatta a szerzetesrendeket, főként a premontrei rendet, amelynek több kolostort is alapított Itáliában és német területen. Ezen kívül 1145. január 19-én levelet írt Péternek, a clunyi kolostor apátjának, hogy küldjön számára tizenhárom szerzetest, akik Rómában az Aventinus lábánál felépült Szent Sabas-monostorba költözhettek, és ezzel az örök város és az egyház javát szolgálhatták.
Mégis Lucius uralkodását beárnyékolta a Roger által kicsikart szerződés. A szent várost már a kezdetektől fogva a szenátus irányította, a pápáknak nem volt világi hatalmuk a városban. Elsőként II. Ince nyírbálta meg a szenátus jogait, de Lucius úgy döntött, hogy teljesen megszünteti a testületet. A szicíliai uralkodó győzelme erőt adott a város köztársasági pártjának az ellenálláshoz, és megválasztották Anaklét bátyját, Giordano Pierleonit a szenátus élére, és azt követelték, hogy a pápa minden világi hatalmat az ő kezébe rakjon le. A várost ismét a Pierleoni család tartotta forrongásban, és Lucius nem számíthatott III. Konrád német király segítségében sem. Ezek után Lucius úgy döntött, hogy maroknyi serege élén szembeszáll a lázadókkal. Vitrebói Gottfried krónikája szerint kövekkel dobálták meg a pápát, aki 1145. február 15-én sérüléseibe belehalt; az újabb kutatások azonban kevés hitelt adnak ennek a történetnek.

## Művei
- Documenta Catholica Omnia (latin nyelven). (Hozzáférés: 2011. december 6.)